# Пограничник (эсминец)
«Пограничник» — эскадренный миноносец (до 27 сентября (10 октября) 1907 года — минный крейсер) типа «Охотник».

## История строительства

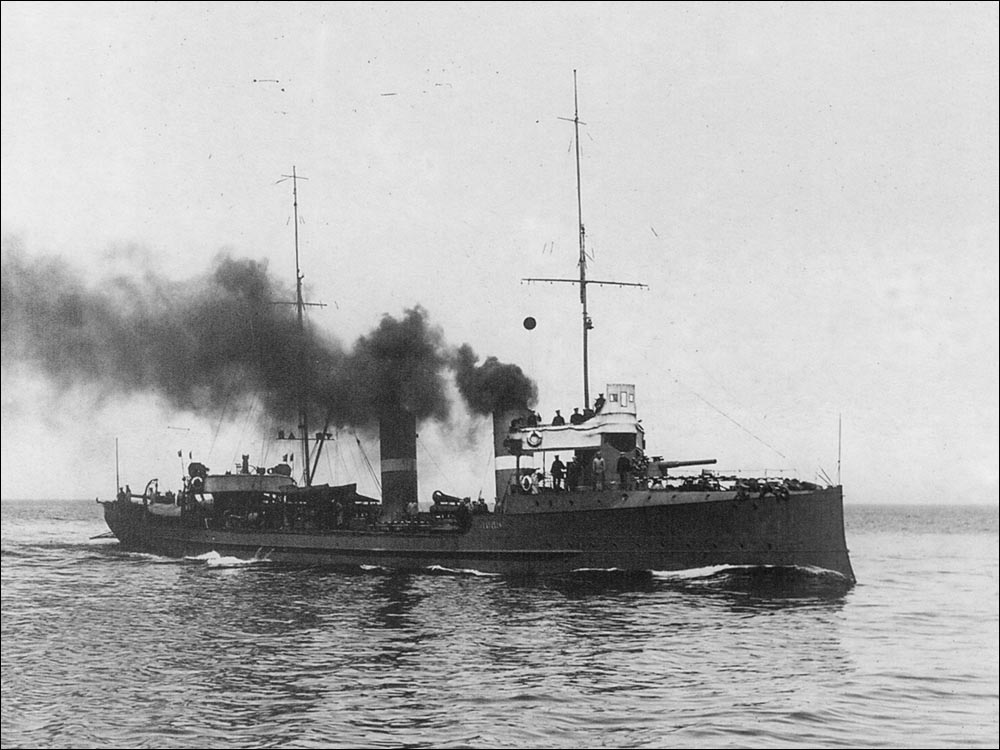
Эскадренный миноносец Пограничник

Заказан во время Русско-японской войны в числе 24 эсминцев-«добровольцев». Корпус корабля был заложен в марте 1905 года на верфи фирмы В. Крейтон и К° в Або, вошёл в состав Балтийского флота в июне 1906 года. 5 октября 1905 г. великий князь Александр Михайлович нашел нужным уведомить ГМШ о состоявшемся императорском выборе , Государю "благоугодно было назвать корабль: «Пограничник» ". Еще через 5 дней после высочайшего разрешения корабль включили в списки флота.